# TT6

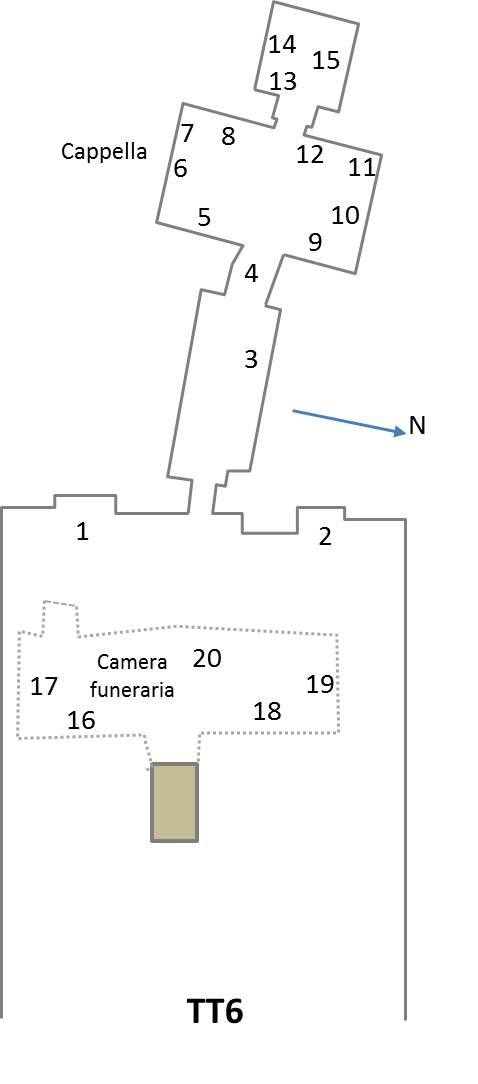
Grundriss der dekorierten Räume

Die Grabanlage TT6 (Theban Tomb – Thebanisches Grab Nummer 6) befindet sich in der Nekropole von Theben-West bei dem modernen Ort Luxor in Ägypten. Sie gehört dem Neferhotep und dem Nebnefer, die in der 19. Dynastie lebten. Sie trugen beide den Titel Vorarbeiter am Platz der Wahrheit (Ḥrj-jst-m-st-m3ˁt = Heri-iset-em-set-maat). Bei Nebnefer und Neferhotep handelt es sich um Vater und Sohn. Die Familie hatte Verbindungen zu Elephantine (ganz im Süden von Ägypten). Die Gemahlin des Neferhotep, Iyemwaw, war Sängerin des Chnum, der Satet, der Anukis und aller Götter von Elephantine. Diese Lokalgottheiten werden mehrmals im Grab genannt.
Die Grabanlage von Neferhotep und Nebnefer besteht aus zwei Teilen. Es gibt eine oberirdische in den Fels gehauene Kapelle und einen umfangreichen unterirdischen Teil, wo sich die eigentlichen Grabkammern befinden. Beide Bereiche der Grabanlage sind zum Teil mit Malereien dekoriert, die heute jedoch oftmals weitgehend zerstört sind.
Der oberirdische Teil der Grabanlage hat einen Hof, einen Vorraum, eine dekorierte Grabkapelle und einen innersten Naos. Alle drei Räume sind mit Malereien dekoriert. Nur ganz wenige Malereien sind im Vorraum erhalten, wo man an der Nordwand zahlreiche Gefäße sieht, die von einem Warenlager stammen. Vom Lager ist noch die Tür erhalten. Es gibt Inschriftenreste in diesem Raum. Die Malereien in der eigentlichen Kapelle sind etwas besser erhalten. Auf der Südwand sieht man zwei Paare sitzen, denen Opfer gemacht werden. Die Ostwand ist zum großen Teil zerstört, man sieht rechts von der dortigen Tür aber noch zwei Reihen von Frauen. Links von der Tür sind in zwei Registern Familienmitglieder abgebildet. Im oberen Register befindet sich der Doppellöwengott Aker, von dem heute lediglich ein Löwe noch erhalten ist. Auf der Nordwand ist im oberen Register ein Paar zu sehen, das vor der Baumgöttin kniet. Der Baum und die Göttin sind jedoch verloren, die Szene kann aber anhand von Parallelen ergänzt werden. Im unteren Register sieht man ein sitzendes Paar vor einem Opfertisch. Die Decke der Kammer ist reich mit Mustern und Inschriftenbändern dekoriert.

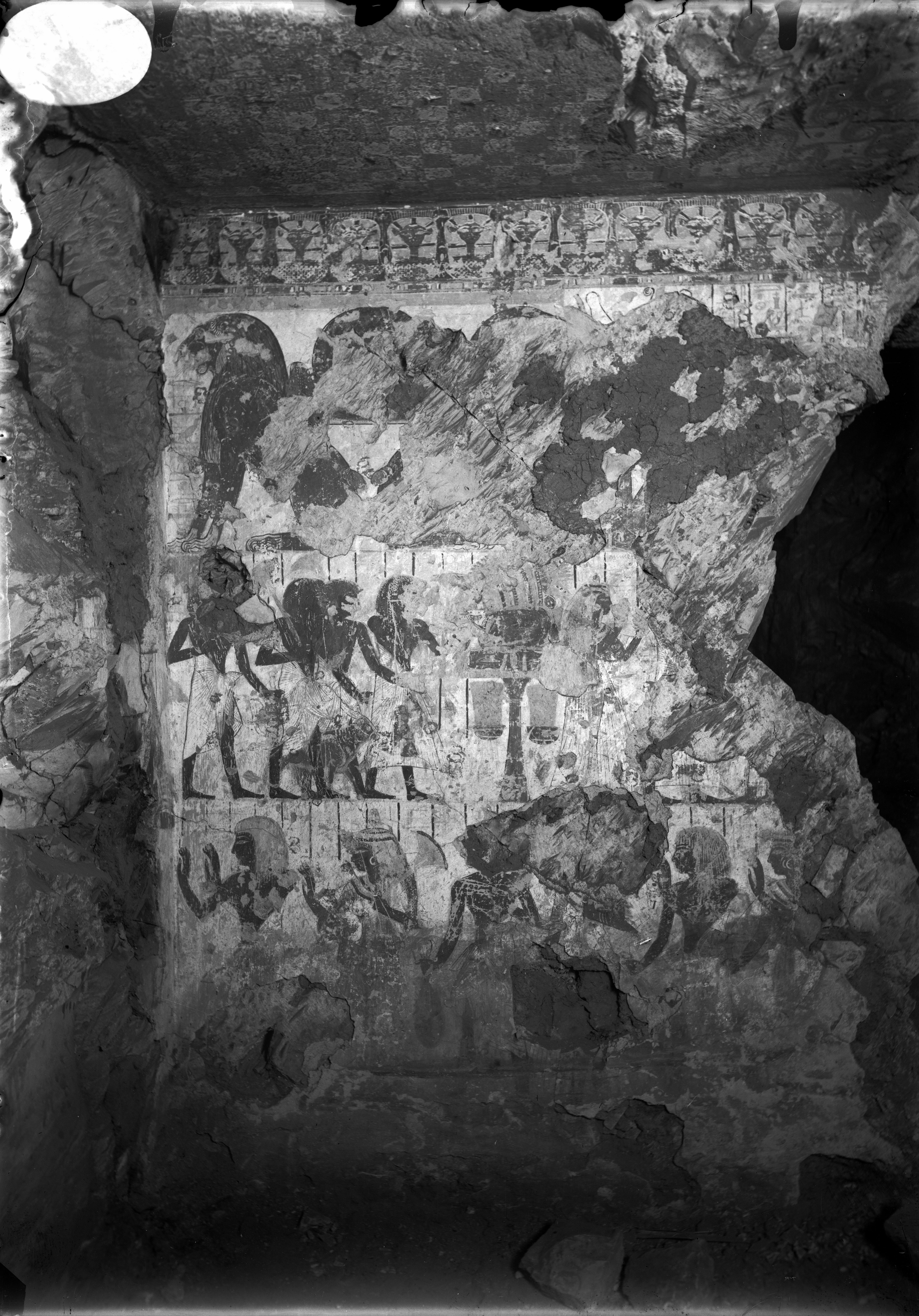
Ostwand mit Aker im oberen Register

Bei dem eigentlichen Naos handelt es sich um einen gewölbten Raum. Die Malereien sind hier auf gelbem Untergrund angebracht. Auf der Nordwand sieht man Nebnefer und seine Frau vor drei Gottheiten: Chnum. Satet und Anukis, wie man es an ihrer Ikonografie, aber auch aus an den Beischriften ersehen kann. Hinter ihnen steht ein Falke. Es handelt sich nach der Beischrift um Haroeris (Herwer). Im Register darunter sieht man diverse Familienmitglieder. Auf der Südwand sind es Neferhotep und seine Familie, die wiederum vor Gottheiten opfern. Die Decke ist mit verschiedenen Mustern und Inschriften dekoriert.
Der unterirdische Teil der Anlage besteht aus einem langen Korridor, der drei hintereinander liegende Räume verbindet. Der hinterste und größte ist ausgemalt. Die Malereien sind jedoch nie fertig gestellt worden. Auf der Ostwand sieht man Nebnefer und seine Gemahlin in Anbetung vor dem Totenbuchkapitel 42, zu dem eine Reihe sitzender Gottheiten als Vignetten gehören. Der Hintergrund der Figuren ist rot gemalt und die Figuren selber sind in roten Strichen auf weißem Grund gezeichnet. Die Nordwand zeigt diverse Szenen aus der Unterwelt. Die Figuren sind dort nur als Vorzeichnung in roter Farbe ausgeführt. Die Westwand zeigt einen Mann (oben) und eine Frau (unteres Register) in Anbetung vor Totengottheiten. Diese Figuren sind in rot auf hellem Untergrund ausgeführt. Auf der rechten Seite der Ostwand sieht man einen Schrein mit sitzenden Gottheiten. Auf der Südwand, praktisch vor dem Schrein, sieht man ein Paar in Beterhaltung und in roten Strichen auf roten Grund gemalt. Die eigentlichen Figuren erscheinen auf hellem Untergrund.
Das Grab war schon der Lepsius-Expedition bekannt und erhielt die Nummer 101. Der Schweizer Ägyptologe Henri Wild veröffentlichte 1979 den Tafelband für dieses Grab und arbeitete danach an dem Textband bis zu seinem Tode 1983, der aber seinerzeit nicht veröffentlicht wurde. Dies geschah erst fast vierzig Jahre später (2022), mit Ergänzungen weiterer Autoren.